# Trăng nơi đáy giếng
Trăng nơi đáy giếng là bộ phim điện ảnh tình cảm Việt Nam được sản xuất năm 2008 của đạo diễn Nguyễn Vinh Sơn. Hãng phim Giải Phóng liên kết cùng Alliance film (Pháp) phối hợp sản xuất. Bộ phim được chuyển thể từ truyện ngắn cùng tên của nhà văn xứ Huế - Trần Thuỳ Mai.

## Nội dung
Trăng Nơi Đáy Giếng là câu chuyện buồn về một người phụ nữ hết lòng vì chồng, yêu chồng như một sự tôn thờ nhưng cuối cùng vẫn để hạnh phúc vuột khỏi tầm tay. Trong phim, Hạnh – một cô giáo, là người yêu chồng theo đúng nghĩa “nâng khăn sửa áo”, chăm chút từ đôi đũa, miếng ăn, từng ngụm trà sen. Vì không thể có con, Hạnh đã nghĩ tới việc tìm người đàn bà khác cho chồng. Những bi kịch bắt đầu từ đó.
Có con rồi, để chồng khỏi bị mất chức vì “thiếu đạo đức”, người vợ lại hy sinh, cho chồng có hôn thú hợp pháp với người kia. Rồi, không thể đã ly dị lại tiếp tục sống chung với “chồng của người ta”, người vợ đem bán hết vàng bạc, mua cho chồng và người vợ mới một ngôi nhà. Người chồng, từ một người đàn ông vốn con nhà dòng dõi được cưng chiều từ bé, nho nhã, trắng trẻo, kỹ tính đến mức không dám cầm lấy quần áo lót của vợ… nay đã trở thành một người khác khi “ngồi bên vòi nước, đang lúi húi giặt một đống quần áo đủ loại, đánh đánh, chà chà trên mặt xi măng…” khiến cho người vợ cũ nhìn anh không khỏi chạnh lòng. Nhưng cú đánh “nốc ao” người vợ là khi chị bất ngờ phát hiện ra rằng “họ” đã tằng tịu với nhau trước cả khi chị có ý sắp đặt quan hệ ấy cho chồng mình!

## Diễn viên
- Hồng Ánh vai Hạnh
- Hoàng Cao Đề
- NSƯT Thanh Vy
- Bé Hiếu Anh
- Lan Phương
- Hà Thi
- Phi Tuấn
- Nguyên Phương
- Xuân Thu
- Mai Quế
- Cẩm Tú
- Lam Phương

## Giải thưởng
| Năm  | Giải Thưởng                          | Hạng Mục                               | Đề Cử Cho           | Kết Quả       | Chú Thích |
| ---- | ------------------------------------ | -------------------------------------- | ------------------- | ------------- | --------- |
| 2008 | Liên hoan phim Dubai lần thứ 5       | Nữ diễn viên chính xuất sắc nhất       | Hồng Ánh            | Đoạt giải     | [ 2 ]     |
| 2009 | Giải Cánh Diều - lần thứ 7           | Phim truyện nhựa xuất sắc nhất         | Trăng nơi đáy giếng | Cánh diều bạc | [ 3 ]     |
| 2009 | Giải Cánh Diều - lần thứ 7           | Nữ diễn viên chính xuất sắc nhất       | Hồng Ánh            | Đoạt giải     |           |
| 2009 | Giải Cánh Diều - lần thứ 7           | Biên kịch xuất sắc nhất                | Châu Thổ            | Đoạt giải     |           |
| 2009 | Giải Cánh Diều - lần thứ 7           | Thiết kế mỹ thuật xuất sắc nhất        | Mã Phi Hải          | Đoạt giải     |           |
| 2009 | Liên hoan phim Việt Nam - lần thứ 16 | Giải Bông sen cho phim truyện điện ảnh | Trăng nơi đáy giếng | Bông sen bạc  |           |
| 2014 | Liên hoan phim Việt Nam tại Pháp     | Nữ diễn viên chính xuất sắc nhất       | Hồng Ánh            | Đoạt giải     | [ 4 ]     |